# Cortevaix
Cortevaix és un municipi francès, situat al departament de Saona i Loira i a la regió de Borgonya - Franc Comtat. L'any 2007 tenia 262 habitants.

## Demografia

### Població
El 2007 la població de fet de Cortevaix era de 262 persones. Hi havia 120 famílies, de les quals 40 eren unipersonals (16 homes vivint sols i 24 dones vivint soles), 36 parelles sense fills, 36 parelles amb fills i 8 famílies monoparentals amb fills.
La població ha evolucionat segons el següent gràfic:
Habitants censats

### Habitatges
El 2007 hi havia 220 habitatges, 118 eren l'habitatge principal de la família, 85 eren segones residències i 17 estaven desocupats. 212 eren cases i 5 eren apartaments. Dels 118 habitatges principals, 100 estaven ocupats pels seus propietaris, 16 estaven llogats i ocupats pels llogaters i 2 estaven cedits a títol gratuït; 7 tenien dues cambres, 24 en tenien tres, 41 en tenien quatre i 47 en tenien cinc o més. 91 habitatges disposaven pel capbaix d'una plaça de pàrquing. A 56 habitatges hi havia un automòbil i a 52 n'hi havia dos o més.

### Piràmide de població
La piràmide de població per edats i sexe el 2009 era:
| Homes | Edats   | Dones |
| ----- | ------- | ----- |
| 0     | 95 o +  | 0     |
| 0     | 90 a 94 | 0     |
| 4     | 85 a 89 | 4     |
| 0     | 80 a 84 | 8     |
| 4     | 75 a 79 | 12    |
| 12    | 70 a 74 | 8     |
| 8     | 65 a 69 | 4     |
| 0     | 60 a 64 | 8     |
| 8     | 55 a 59 | 0     |
| 12    | 50 a 54 | 12    |
| 8     | 45 a 49 | 0     |
| 12    | 40 a 44 | 4     |
| 8     | 35 a 39 | 16    |
| 8     | 30 a 34 | 4     |
| 4     | 25 a 29 | 4     |
| 0     | 20 a 24 | 4     |
| 8     | 15 a 19 | 8     |
| 8     | 10 a 14 | 0     |
| 12    | 5 a 9   | 4     |
| 8     | 0 a 4   | 4     |

## Economia
El 2007 la població en edat de treballar era de 147 persones, 108 eren actives i 39 eren inactives. De les 108 persones actives 96 estaven ocupades (53 homes i 43 dones) i 13 estaven aturades (5 homes i 8 dones). De les 39 persones inactives 13 estaven jubilades, 9 estaven estudiant i 17 estaven classificades com a «altres inactius».

### Ingressos
El 2009 a Cortevaix hi havia 124 unitats fiscals que integraven 273 persones, la mediana anual d'ingressos fiscals per persona era de 15.859 €.

### Activitats econòmiques
Dels 4 establiments que hi havia el 2007, 2 eren d'empreses de construcció, 1 d'una empresa de comerç i reparació d'automòbils i 1 d'una empresa de transport.
Dels 3 establiments de servei als particulars que hi havia el 2009, 1 era una oficina de correu i 2 paletes.
L'any 2000 a Cortevaix hi havia 9 explotacions agrícoles.

## Equipaments sanitaris i escolars
El 2009 hi havia una escola elemental integrada dins d'un grup escolar amb les comunes properes formant una escola dispersa.

## Poblacions més properes
El següent diagrama mostra les poblacions més properes.